# Anomalophylla bicolor
Anomalophylla bicolor är en skalbaggsart som beskrevs av Ahrens 2005. Anomalophylla bicolor ingår i släktet Anomalophylla och familjen Melolonthidae. Inga underarter finns listade i Catalogue of Life.